# Brachypteryx hyperythra
Brachypteryx hyperythra là một loài chim trong họ Muscicapidae.